# بلیتوود (کارولینای جنوبی)
بلیتوود(به انگلیسی: Blythewood) شهری در ایالت کارولینای جنوبی کشور ایالات متحده آمریکا است که جمعیت آن در سرشماری سال ۲۰۱۰ میلادی، ۲٬۰۳۴ نفر بوده‌است.